# Parastictococcus anonae
Parastictococcus anonae är en insektsart som först beskrevs av Green och Robert Malcolm Laing 1924.  Parastictococcus anonae ingår i släktet Parastictococcus och familjen Stictococcidae. Inga underarter finns listade i Catalogue of Life.